# Catherine Chipembere
Catherine Mary Ajizinga Chipembere (* 1. Juli 1935 auf Likoma, Nyassaland) ist eine malawische Politikerin und Frauenrechtsaktivistin. Sie war die erste weibliche Abgeordnete der malawischen Nationalversammlung und engagiert sich vor allem in der HIV-Prävention und -Bekämpfung sowie in der Frauenbildung.
Chimpemere war die Ehefrau des malawischen Nationalisten Henry Masauko Chipembere und ist Mutter des international bekannten Jazzmusikers Masauko Chipembere Jr.

## Leben
Catherine Chipembere wurde am 1. Juli 1935 auf der Insel Likoma in der britischen Kolonie Nyassaland geboren. Sie besuchte, obwohl für Mädchen in der Zeit unüblich, die Sekundarschule und erhielt ein Stipendium, um Hauswirtschaftslehre in England zu studieren.

### Exil in den Vereinigten Staaten
Nach ihrer Rückkehr aus England lernte sie ihren späteren Ehemann und malawischen Nationalisten Henry Masauko Chipembere kennen. Aufgrund des politischen Drucks und Verfolgung durch den malawischen Diktator Kamuzu Banda floh die Familie Chimpembere 1965 ins Exil in die Vereinigten Staaten. Ihr Ehemann starb dort 1975 an Diabetes. Catherine Chipembere besuchte die University of California at Los Angeles, um dort frühkindliche Pädagogik zu studieren. Zudem leitete sie einen Kindergarten in Los Angeles und zog ihre eigenen Kinder auf.

### Rückkehr nach Malawi und Engagement in der Politik
1994 – nach dem Ende der Herrschaft Bandas – kehrte Chipembere nach Malawi zurück und machte eine politische Karriere in dem südostafrikanischen Land. Sie kandidierte bei den Parlamentswahlen 1994 für ein Mandat in der malawischen Nationalversammlung, errang dieses und war damit die erste weibliche Abgeordnete des Landes. Später diente sie Malawi auch als stellvertretende Ministerin für Bildung, Wissenschaft und Technologie sowie später als stellvertretende Gesundheitsministerin.
1998 zog sie sich aus der Politik zurück und gründete das „Women’s Initiative Network“, ein Netzwerk von Nichtregierungsorganisationen, die Frauen befähigen sollen, ihr eigenes Geschäft zu eröffnen. Unter anderem gehören zu dem Netzwerk auch zwölf Grundschulen für Waisenkinder.

### Privat
Chipembere ist verwitwet und hat sieben Kinder, darunter den bekannten Jazzmusiker Masauko Chipembere Jr.
Die Familie ihres verstorbenen Ehemanns verklagte Chipembere, da sie sich weigerte, ihre Nachnamen abzulegen. Sie gewann den Rechtsstreit.